# Бјанка (певачица)
Татјана Едуардовна Липницка (блр. Таццяна Эдуардаўна Ліпніцкая, рус. Татьяна Эдуардовна Липницкая; Минск, 17. септембар 1985), познатија као Бјанка (рус. Бьянка), белоруско-руска је кантауторка и музички продуцент. У почетку свог дела, она је свој стил назвала „руским народним РнБ”, чија је основа мешавина америчког урбана са руским поп-фолком са његовим частушкама и фолклорним мотивима.

## Дискографија

### Студијски албуми
- (2006)
- (2008)
- (2011)
- (2014)
- (2016)
- (2018)
- (2019)

### ЕПови
- (2018)